# George B. Purdy
Pour les articles homonymes, voir Purdy.
George Barry Purdy (20 février 1944 – 30 décembre 2017) est un mathématicien et informaticien spécialisé en théorie des nombres et en géométrie combinatoire. De son nom est dérivé celui du « polynôme de Purdy » utilisé dans les systèmes d'exploitation pour hacher les mots de passe.